# 白川村総合文化交流施設
白川村総合文化交流施設（しらかわむらそうごうぶんかこうりゅうしせつ）とは、岐阜県大野郡白川村にある公共施設（文化施設）。

## 概要
- 地域の活性化と文化の振興発展に寄与するための施設である[2]。
- 建物は道の駅白川郷に隣接する。
- 展示ホールと資料室は無料で利用が可能であり、郷土情報の提供、歴史的資料の保存公開がされている。

## 施設概要
- 会議室
- 視聴覚室
- 資料室
- 展示ホール
- 白川村商工会

## 利用案内
- 利用時間：
  - 9:00 - 17:00　（資料室）
  - 9:00 - 22:00　（展示ホール、会議室、視聴覚室）

## 交通アクセス

### 公共交通機関
- 濃飛バス白川郷線「飯島」バス停より徒歩約5分
  - 高山濃飛バスセンターより「牧」行き。または白川郷バスターミナルより「高山濃飛バスセンター」行き。

### 自動車
- 東海北陸自動車道白川郷ICよりすぐ。

## 周辺
- 道の駅白川郷
- 白川郷IC